# Cratere Moroz
Moroz  è un cratere sulla superficie di Marte.